# Harison
Pour les articles ayant des titres homophones, voir Harrison et Harrisson.
Harison da Silva Nery, plus communément appelé Harison est un footballeur brésilien né le 2 janvier 1980 à Belém.

## Carrière
- 2000 : São Paulo FC  Brésil
- 2001 : Santa Cruz FC (Recife)  Brésil
- 2001-02 : Urawa Red Diamonds  Japon
- 2002-03 : Vissel Kobe  Japon
- 2003 : Gamba Ōsaka  Japon
- 2004 : Guarani FC  Brésil
- 2005 : AA Ponte Preta  Brésil
- 2005-07 : União Leiria  Portugal
- 2007 : Goiás EC  Brésil
- 2007- : União Leiria  Portugal
- 2007-08 : Al-Ahli Sports Club  Arabie saoudite
- 2008-09 : Al Wehda Club  Arabie saoudite
- 2009 : Guarani  Brésil
- 2009 : Sertãozinho  Brésil
- 2010 : Chengdu Blades Football Club  Chine
- 2011 : Shenzhen Phoenix  Chine
- 2012 : Paysandu  Brésil